# Ethel Lilian Voynich
Ethel Lilian Voynich (Ballintemple, Cork, 11 mei 1864 - New York, 27 juli 1960), geboren als  Ethel Lilian Boole, was een in Ierland geboren Britse romanschrijfster en musicus, en een aanhanger van verschillende revolutionaire doelen. Zij werd geboren in Ierland maar groeide op in Lancashire, Engeland. Voynich was een belangrijke figuur, niet alleen in de laat Victoriaanse literaire wereld, maar ook in kringen van Russische emigranten. Zij is vooral bekend van haar roman The Gadfly die tijdens haar leven enorm populair werd, vooral in Rusland.

## Biografie
Ethel Lilian Voynich werd geboren in Lichfield Cottage, Blackrock, Ballintemple, Cork, als jongste dochter van de Britse wiskundige George Boole (vader van de Booleaanse logica) en de wiskundige en pedagoge Mary Everest. Haar vader stierf zes maanden na haar geboorte. Ethels' moeder keerde met haar dochters terug naar haar geboorteland Engeland en kon leven van een klein overheidspensioen tot ze werd aangesteld als bibliothecaresse aan het Queen's College in Londen. Toen ze acht jaar oud was liep Ethel erysipelas (wondroos) op, een ziekte die in verband werd gebracht met slechte sanitaire voorzieningen. In de overtuiging dat het goed voor haar gezondheid zou zijn besloot haar moeder Ethel bij haar broer, beheerder van een koolmijn in Lancashire, onder te brengen. Deze man werd beschreven als een religieuze fanaticus en sadist, die zijn kinderen regelmatig sloeg en Ethel dwong urenlang piano te spelen. Ethel keerde terug naar Londen toen ze tien jaar oud was. Ze was eenzelvig geworden, kleedde zich in het zwart en noemde zichzelf Lily.
Op achttienjarige leeftijd kon ze over een erfenis beschikken. Dit stelde haar in staat piano en muziekcompositie te studeren aan de Hochschule für Musik in Berlijn die zij tussen 1882 en 1885 bezocht. In deze periode raakte ze steeds meer aangetrokken tot de revolutionaire politiek. Terug in Londen leerde zij Russisch van Sergei Kravchinski, bekend als Stepniak, die haar aanmoedigde naar Rusland te gaan. Van 1887 tot 1889 werkte ze als gouvernante in Sint-Petersburg, waar ze verbleef bij Kravchinski's schoonzuster, Preskovia Karauloff. Via haar kwam ze in contact met de revolutionaire Narodniki. Na haar terugkeer in Groot-Brittannië vestigde zij zich in Londen, waar zij betrokken raakte bij pro revolutionaire activiteiten. Met Kravchinski richtte ze de Society of Friends of Russian Freedom op, en hielp ze mee aan de uitgave van Free Russia, het Engelstalige tijdschrift van de Narodniki.
In 1890 ontmoette ze Michał Habdank-Wojnicz, een Poolse revolutionair die uit Siberië was ontsnapt. Al snel werd hij ook Ethel Boole's levenspartner. In 1895 woonden zij samen en noemde zij zichzelf Mevrouw Voynich. Zij trouwden in 1902. In 1904 veranderde hij zijn naam in Wilfrid Michael Voynich en werd een antiquair die uiteindelijk zijn naam aan het Voynichmanuscript gaf.
In 1897 publiceerde Ethel Voynich The Gadfly dat onmiddellijk een internationaal succes werd. Ze schreef nog drie romans Jack Raymond (1901), Olive Latham (1904) en An Interrupted Friendship (1910), maar geen enkele evenaarde de populariteit van haar eerste boek.
De familie Voynich emigreerde in 1920 naar de Verenigde Staten; nadat Wilfred het belangrijkste deel van zijn boekenbedrijf naar New York had verhuisd. Ethel concentreerde zich vanaf dat moment meer op muziek en werkte in een muziekschool, maar ze zette eveneens haar schrijverscarrière verder als vertaalster. Ze vertaalde uit het Russisch, Pools en Frans. Een laatste roman, Put off thy Shoes, werd gepubliceerd in 1945.
Voynich was zich niet bewust van de enorme verkoop van The Gadfly in de Sovjet-Unie tot ze in 1955 in New York bezoek kreeg van een Russische diplomaat die haar vertelde hoe hoog ze in het land stond aangeschreven. Het jaar daarop zorgde Adlai Stevenson voor een overeenkomst voor de betaling van 15.000 Amerikaanse dollar aan royalty's aan haar.
Ethel Lilian Voinich overleed op 27 juli 1960 op 96-jarige leeftijd. Volgens haar testament werd haar lichaam gecremeerd en de as uitgestrooid over Central Park in New York.

## Vermeende affaire met Reilly
Volgens de Britse journalist Robin Bruce Lockhart ontmoette Sidney Reilly - een in Rusland geboren geheim agent in dienst van Scotland Yard - Ethel Voynich in 1895 in Londen. Lockhart beweerde dat Reilly en Voynich een seksuele verhouding hadden en samen naar Italië reisden. Tijdens hun romance zou Reilly zijn ziel hebben blootgelegd en het verhaal van zijn spionageactiviteiten aan haar hebben onthuld. Na hun korte affaire publiceerde Voynich The Gadfly waarvan het centrale personage Arthur Burton gebaseerd was op Reilly. In 2004 suggereerde schrijver Andrew Cook dat Reilly mogelijk verslag heeft gedaan van Voynich en haar politieke activiteiten aan William Melville van de Metropolitan Police Special Branch. In 2016 dook nieuw bewijs op uit gearchiveerde communicatie tussen de Engels-Amerikaanse journaliste Anne Fremantle en een familielid van Ethel. Er zou een soort liefdesrelatie geweest zijn tussen Reilly en Voynich in Florence in 1895.

## Werk

### The Gadfly

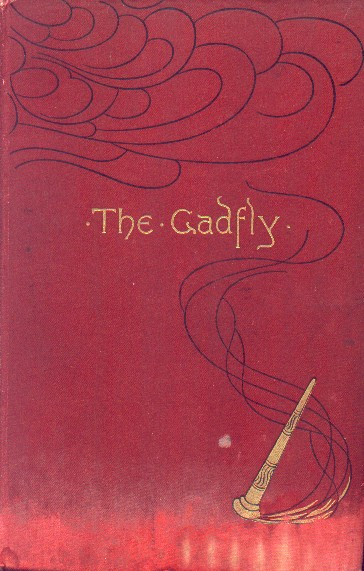
Boekomslag van The Gadfly

Voynich is het meest bekend om haar eerste roman The Gadfly, voor het eerst gepubliceerd in juni 1897 in de Verenigde Staten en in september van dat jaar in Groot-Brittannië, over de strijd van een internationale revolutionair in Italië die los gebaseerd was op de figuur van Giuseppe Mazzini. Deze roman was zeer populair in de Sovjet-Unie en was daar de bestseller bij uitstek en verplichte lectuur, waar hij als ideologisch nuttig werd beschouwd. Om soortgelijke redenen was de roman ook populair in de Volksrepubliek China. Tegen de tijd van Voynichs' dood waren van The Gadfly in de Sovjet-Unie naar schatting 2.500.000 exemplaren verkocht. Er werden ook twee Russische films van het boek gemaakt, een in 1928 en in 1955.
De film uit 1955 van de Sovjet regisseur Aleksandr Fajntsimmer, naar de roman van Voynich, is bekend door het feit dat de componist Dmitri Sjostakovitsj de partituur van The Gadfly Suite schreef. Sjostakovitsj's Gadfly thema werd ook gebruikt in de jaren 1980 in de BBC TV serie Reilly, Ace of Spies. In 1980 werd de roman opnieuw bewerkt als een TV miniserie The Gadfly, met Sergei Bondarchuk als vader Montanelli. Er bestaan nog verschillende andere bewerkingen, waaronder minstens drie opera's en twee balletten.

### Andere romans
De vier andere romans van Voynich hebben nooit hetzelfde succes gekend als The Gadfly maar twee ervan zijn een uitbreiding van het verhaal. An Interrupted Friendship (1910) borduurt voort op het achtergrondverhaal van de hoofdpersoon uit The Gadfly en Put Off Thy Shoes (1945), Voynichs laatste roman, concentreert zich verder op het leven van de familie en voorouders van het hoofdpersonage:  a lengthy, multi-generational chronicleeen ( een lange, multigenerationele kroniek) die zich afspeelt in de 18e eeuw.
Haar tweede roman, Jack Raymond (1901) werd snel gevolgd door haar derde Olive Latham (1904). Bijna een decennium later nam Voynich een pauze in het schrijven en richtte ze zich op muziek.

### Muziek
Voynich begon rond 1910 met het componeren van muziek. Tijdens de Eerste Wereldoorlog sloot zij zich aan bij de Society of Women Musicians. Nadat zij en haar man naar New York waren verhuisd, wijdde zij zich veel meer aan muziek en maakte vele bewerkingen en transcripties van bestaande werken. In 1931 publiceerde ze een bewerkte bundel met brieven van Frédéric Chopin. Van 1933 tot 1943 werkte zij aan de Pius X School voor Liturgische Muziek in Manhattan. Daar componeerde ze een aantal cantates en andere werken die op het college werden uitgevoerd, waaronder Babylon, Jerusalem, Epitaph in Ballad Form en The Submerged City. Ze deed ook onderzoek naar de geschiedenis van de muziek en stelde gedetailleerde commentaren over muziek uit verschillende tijdperken samen. Het grootste deel van haar muzikale werk is ongepubliceerd gebleven en wordt bewaard in de Library of Congress in de Verenigde Staten. Een recensie uit 2005, door een eminent Engels componist, van de cantate Babylon  was niet erg gunstig: The general impression is of amateurism and gaucheness, (De algemene indruk is er een van amateurisme en onbeholpenheid.)

## Erkenning
De kleine planetoïde 2032 Ethel, in 1970 ontdekt door de Sovjet astronoom Tamara Smirnova, is naar haar genoemd.

## Familie
Haar vier zussen verdienden hun sporen op verschillend gebied. Alicia Boole Stott (1860-1940) werd een expert in vier-dimensionale meetkunde. Mary Ellen trouwde met de wiskundige Charles Hinton en Margaret (1858-1935) was de moeder van de natuurkundige Geoffrey Ingram Taylor. Lucy Everest Boole (1862-1905) was een getalenteerd scheikundige en werd de eerste vrouwelijke Fellow of the Institute of Chemistry. 
De landmeter en geograaf George Everest was haar grootoom.
- Bibsys: 90943777
- Biblioteca Nacional de España: XX1029314
- CiNii: DA04387944
- Gemeinsame Normdatei: 119476320
- International Standard Name Identifier: 0000 0001 1068 7414
- Library of Congress Control Number: n83141674
- Nationale Bibliotheek van Letland: 000055501
- Bibliotheek van het Japanse parlement: 00459918
- Nationale Bibliotheek van Tsjechië: jn19990008836
- Nationale bibliotheek van Australië: 36383875
- Nationale Bibliotheek van Israël: 987007269541105171
- Nationale en Universitaire bibliotheek Zagreb: 000066484
- Nederlandse Thesaurus van Auteursnamen: 071567186
- Réseau des bibliothèques de Suisse occidentale: 02-A016397793
- LIBRIS: 100376
- SNAC: w6nw43qv
- Système universitaire de documentation: 204543142
- Trove: 1252688
- Virtual International Authority File: 67276863
- WorldCat: E39PBJtCCDyKBjKqJCDHbptdwC